# Tanco-Mine
Die Tanco-Mine ist ein Caesium-Lithium-Tantal-Bergwerk in der kanadischen Provinz Manitoba. Das Bergwerk liegt am Ufer des Bernic Lake. Das Erzvorkommen besteht aus einem granitischen Pegmatit-Erzkörper. Abgebaut werden vor allem Pollucit, ein Caesiumerz, Spodumen, ein Lithiumerz und Wodginit, ein Tantalerz. Seit 1992 wird vor allem Pollucit abgebaut. Die Lagerstätte, seit Jahrzehnten weltweit die dominierende Quelle für Caesium, birgt so viel Caesiumerz, dass es bei gleichbleibendem weltweitem Verbrauch erst nach zwei- bis dreitausend Jahren erschöpft sein wird.

## Geologie, Lagerstätte, Mineralogie
Pegmatite sind magmatische Gesteine, in denen sich durch langsame Abkühlung große Mengen der inkompatiblen Elemente anreichern. In dem teilweise unter dem Bernic Lake liegenden Erzkörper haben sich vor allem Caesium, Lithium und Tantal angereichert. Die Lagerstätte ist stark gegliedert, was den Abbau der verschiedenen Mineralien erleichtert.
Nach umfangreichen Probebohrungen wurde das Pollucit-Vorkommen auf 350.000 Tonnen an Cs2O geschätzt, dies entspricht etwa zwei Drittel der weltweit bekannten Vorkommen. Bei einem geschätzten Verbrauch von 30 Tonnen pro Jahr würden die Vorkommen mehr als 2000 Jahre reichen, obwohl der weltweite Bedarf an Caesium fast vollständig aus dieser Mine gedeckt wird. Der abgebaute Pollucit enthält ca. 24 % Cs2O.

## Geschichte
Das Pegmatit-Vorkommen wurde 1929 entdeckt. Obwohl es mehrere Versuche gab, das Vorkommen auszubeuten, wurde erst 1969 mit einem Abbau in größerem Umfang begonnen. Bis Anfang der 1990er Jahre wurde vor allem Tantalerz abgebaut. Nachdem 1992 die Cabot Corporation die Mine gekauft hatte, wurde vor allem Pollucit gefördert und direkt zu Caesiumformiat verarbeitet. Caesiumformiat dient als Zusatz für Bohrflüssigkeit, um die Dichte zu erhöhen. Gesättigte Caesiumformiatlösung in Wasser hat eine Dichte von 2,3 g/cm3.